# Bonifati
 (décembre 2020).
Si vous disposez d'ouvrages ou d'articles de référence ou si vous connaissez des sites web de qualité traitant du thème abordé ici, merci de compléter l'article en donnant les références utiles à sa vérifiabilité et en les liant à la section « Notes et références ».
Bonifati est une commune de la province de Cosenza, dans la région de Calabre, en Italie.

## Administration
La commune de Bonifati se révèle être, à ce jour, la seule commune italienne d'avoir eu la même femme maire pendant trois mandats (1978–1983, 1985–1988 et 1988–1993).
| Période                                  | Période | Identité | Étiquette | Qualité |
| ---------------------------------------- | ------- | -------- | --------- | ------- |
|                                          |         |          |           |         |
| Les données manquantes sont à compléter. |         |          |           |         |

## Personnalités liées à la commune
- Eleonora Barbieri Masini: universitaire italienne, juriste et sociologue
- Alessandro Rosina: footballeur

### Hameaux
Cittadella del Capo, Torrevecchia, Sparvasile, Cirimarco, Iardino, Paneduro, Pero, San Candido, San Lorenzo, Telegrafo

### Communes limitrophes
Cetraro, Sangineto, Sant'Agata di Esaro